# Пирс в Нью-Брайтоне
Пирс в Нью-Брайтоне — название двух пирсов в Нью-Брайтоне, пригороде новозеландского города Крайстчерч. Первый пирс, деревянный, был открыт 18 января 1894 года и снесён 12 октября 1965 года. Второй пирс, бетонный, был открыт 1 ноября 1997 года. Является популярной туристической достопримечательностью Крайстчерча.

## Первый пирс
Первый пирс был построен из дерева. Его строительство началось в 1891 году; официально постройка была открыта губернатором Новой Зеландии Дэвидом Бойлом 18 января 1894 года. Среди других высокопоставленных лиц, присутствовавших на открытии, были мэр Крайстчерча Уолтер Купер, мэр Линвуда Дж. Р. Брант и два члена Палаты представителей, Джордж Джон Смит и Уильям Уайтхаус Коллинз. По окончании церемонии открытия начался дождь, ввиду чего были отложены запланированные салюты. Построенный пирс имел длину 700 футов (210 м). Существовали планы достроить восьмиугольное завершение пирса, включавшее большое здание, но этот проект так и не был реализован. Со временем пирс пришёл в упадок, и в итоге городской совет приказал снести его, что и было сделано всего за четыре с половиной часа ранним утром 12 октября 1965 года во время отлива.

## Второй пирс
На протяжении тридцати лет после сноса пирса инициативная группа из жителей Нью-Брайтона требовала восстановить данный объект. «Общество пирса и побережья», изначально основанное для проведения кампании по спасению существовавшего пирса, впоследствии продолжало лоббировать строительство нового. Накопление им двух миллионов новозеландских долларов совпало с получением финансирования от городского совета Крайстчерча; новый пирс, согласно проекту, предполагалось возвести железобетона. В итоге он был возведён на месте старого и официально открыт 1 ноября 1997 года. Современный пирс имеет длину в 300 метров (980 футов), что делает его самым длинным пирсом в Австралазии. Нью-Брайтонский пирс считается знаковым объектом и туристической достопримечательностью Нью-Брайтона, а после землетрясения 22 февраля 2011 года — всего Крайстчерча. В настоящее время пирс является местом проведения различных мероприятий, таких как регулярные катания и ежегодный фейерверк Гая Фокса, который проводится 5 ноября каждого года. В результате различных землетрясений пирс получал повреждения: особенно сильный ущерб ему был нанесён землетрясением 2016 года. В феврале 2017 года начался ремонт объекта, занявший 16 месяцев и обошедшийся в 8,5 миллиона новозеландских долларов. Вновь Нью-Брайтонский пирс был открыт в мае 2018 года.